# Iaroslau I el Savi
Iaroslau I el Savi (Iaroslav Mudri) (Kíev, vers 978 - 20 de febrer de 1054) (en eslau oriental: Ярослав Мудрый, en nòrdic antic: Jarizleifr, i de nom cristià: Jordi) va ser Gran Príncep de Nóvgorod i Gran Príncep de Kíev. Durant el seu regnat, la Rus de Kíev assolí el punt àlgid del seu poder militar i la seva esplendor cultural.

## El seu ascens al tron
Poca cosa es coneix dels primers anys de vida de Iaroslau. Certament, va ser un dels nombrosos fills de Vladímir el Gran, probablement el segon de la seva relació amb Rogneda de Polatsk. Tot i així, la seva edat, segons indica la Primera Crònica Russa i l'estudi de les seves restes òssies (realitzat vers el 1930), el situa com un dels darrers fills de Vladímir. En aquest sentit, altres fonts indiquen que podria haver estat un fill extramatrimonial entre el divorci de Vladímir de Rogneda i el seu posterior matrimoni amb Anna Porfirogènita, germana menor de l'emperador Basili II Bulgaròcton . Fins i tot es considera la possibilitat que fos fill de la mateixa Anna Porfirogènita.

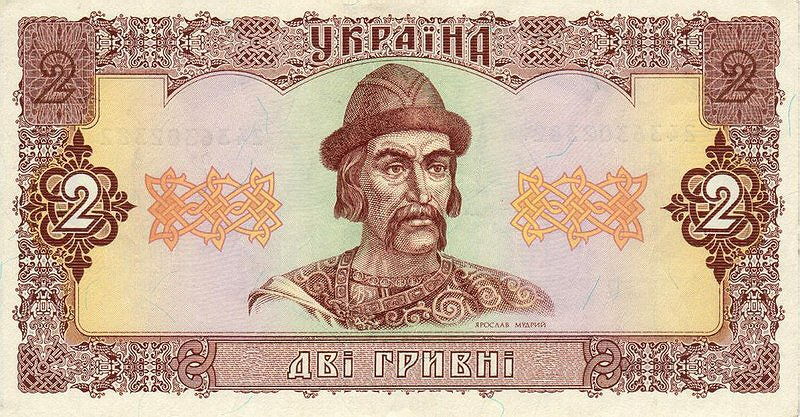
Anvers del bitllet de 2 hrívnies ucraïneses, amb el retrat de Iaroslau

Des de jove, Iaroslau fou conegut, tal com recull la Saga nòrdica, com a Jarisleif el Coix, a causa de la coixera que li quedà després de rebre l'impacte d'una fletxa. Aquesta dada llegendària fou verificada pels estudis científics que analitzaren les seves restes a la primera meitat del segle xx.
A principis del segle xi, Iaroslau fou enviat pel seu pare a governar les terres al nord de Rostov. L'any 1010, fou enviat però, ja com a hereu oficial al tron, a la ciutat de Nóvgorod. Mentre residí en aquesta ciutat, fundà una nova ciutat, batejada com a Iaroslavl, a la riba del Volga. Al mateix temps, la relació amb el seu pare esdevingué cada cop més tensa, fins a punt que Vladímir nomenà com a successor a Borís, el seu fill menor. La relació es trencà de forma total el 1014, quan Iaroslau es negà a pagar tributs a Kíev. Només la mort de Vladímir va evitar la guerra entre ambdós prínceps, tot i que el conflicte esclatà.
Durant els següents quatre anys, Iaroslau va encapçalar una complicada i sagnant guerra contra el seu mig germà Sviatopolk, qui va rebre el suport del seu sogre, Boleslau I de Polònia Durant aquest conflicte, alguns dels seus germans, en particular Borís i Gleb, van ser brutalment assassinats. La Primera Crònica Russa acusa a Sviatopolk d'haver planificat aquests assassinats, mentre que la Saga d'Eymund s'interpreta habitualment com a l'assassinat de Borís per part dels varegs encapçalats pel mateix Iaroslau.
Iaroslau va derrotar Sviatopolk en la batalla de Liúbetx de 1016, i aquest va fugir a Polònia. En poc temps però, tornà amb tropes poloneses subministrades pel seu sogre Boleslau I, i després de la batalla del riu Buh prengué Kíev i va empènyer Iaroslau a Nóvgorod. Finalment, el 1019, Iaroslau va tornar a prendre la iniciativa i va vèncer Sviatopolk en la batalla del riu Alta, tot establint el seu domini sobre Kíev. Una de les seves primeres accions com a Gran Príncep va ser atorgar diverses llibertats i privilegis als qui havien estat lleials a la seva causa, en especial residents a Nóvgorod. D'aquesta forma, Iaroslau va fixar les bases per a la formació de la futura República de Nóvgorod. Durant el seu regnat però, la ciutat va ser la que respectà de forma més clara i evident a Iaroslau enfront als altres prínceps de Kíev, i aquest li va tornar aquesta lleialtat de diverses formes. Com a exemple, l'esplèndida residència de la ciutat, situada a prop del mercat i punt de reunió freqüent de l'assemblea de la ciutat, va rebre el nom de Cort de Iaroslau (Yaroslavovo Dvorishche). Fou també durant aquest temps, segons diverses cròniques, quan Iaroslau promulgà el primer codi de lleis de les terres russes, l'anomenada Justícia de Iaroslau o Rússkaia Pravda.

## El seu regnat
Deixant de banda la legitimitat de les reclamacions de Iaroslau al tron de la Rus de Kíev, amb acusacions d'assassinar els seus germans, la Primera Crònica i altres historiadors russos l'han anomenat amb el sobrenom de el Savi. Aquest sobrenom contrasta amb una part més fosca de la seva personalitat, donada per l'empresonament a perpetuïtat del seu germà menor, Sudislav.
Durant els primers anys, Iaroslau va haver de fer front a l'amenaça que li suposava un altre germà, Mstislav de Txernigov. Aquest dominà les terres compreses entre la mar Negra i els primers contraforts del Caucas nord. L'any 1024 marxà sobre la capital, va vèncer a Iaroslau i prengué el control de Kíev. Iaroslau es va veure obligat a demanar la pau i acceptà la divisió del seu regne. Així, fins al 1036 el seu poder es limità a la ribera oriental del Dnièper, amb capital a la mateixa Txernigov, mentre que Mstislav dominà la ribera occidental, amb capital a Kíev. A la mort d'aquest segon el 1036, Iaroslau recuperà el control sobre tota la Rus.
En l'àmbit de la política exterior, Iaroslau va tenir com a aliats els territoris escandinaus, amb l'ajuda dels quals va intentar debilitar la influència de l'Imperi Romà d'Orient sobre Kíev. L'any 1030 es va aliar amb Conrad II del Sacre Imperi Romanogermànic per atacar Miecislau II Lambert a qui va conquerir la Rutènia Vermella Donà suport a la pretensió de Bezprym enfront Casimir I de Polònia, i signà una nova aliança amb Casimir amb el posterior matrimoni d'aquest amb Maria Dobroniega de Kiev. Aquell mateix any, en una nova campanya militar, conquerí el fort estonià de Tarbatu, sobre les restes del qual aixecà una nova defensa, batejada amb el nom de Iuriev, en honor de Sant Jordi (Iuri, en rus), patró de Iaroslau. A més, en aquesta campanya forçà els habitants de la regió a pagar un tribut anual a Kíev.
El 1034, prou segur de les seves capacitats i induït pel seu fill Vladímir, dirigí una campanya naval contra Constantinoble, que donà inici a un llarg conflicte entre ambdós estats. Tot i que, finalment, l'exèrcit de la Rus fou derrotat, Iaroslau aconseguí un tractat amb termes força favorables i signà la pau amb el matromini del seu fill Vsévolod amb la filla de l'emperador romà d'Orient. El tractat de pau, a més, donà a la Rus el domini de la península de Crimea, i en particular de la ciutat de Quersonesos.
Per tal de defensar el seu territori dels atacs dels petxenegs i altres tribus nòmades del nord de la mar Càspia, Iaroslau ordenà la construcció d'una línia defensiva mitjançant petites fortaleses, que incloïa les actuals localitats de Bila Tserkva, Boguslav, Kanev, Kòrsun i Pereiàslav, alhora que inicià una campanya militar contra les seves terres. Per celebrar la victòria definitiva sobre ells, el 1036, Iaroslau patrocinà, el 1037, la construcció de la catedral de Santa Sofia de Kíev, un dels edificis més representatius de l'arquitectura russa i europea del segle xi. Altres monuments aixecats durant el seu regnat, com ara bé la Porta d'Or, han sofert nombrosos desperfectes i modificacions desprès de la construcció.
A banda d'aquesta vessant més militar i política, Iaroslau va ser un destacat mecenes de la cultura i l'educació. El 1051 va acollir a la ciutat a un monjo rus, de nom Hilarió, que proclamà a la ciutat com a metropolitana. D'aquesta manera, es modificà l'antiga tradició romana d'Orient de situar als grecs en seus episcopals. A banda, el discurs d'Hilarió sobre Iaroslau i el seu pare, Vladímir, és amb freqüència considerat com el primer treball seriós de la literatura russa.

## Vida familiar i posteritat

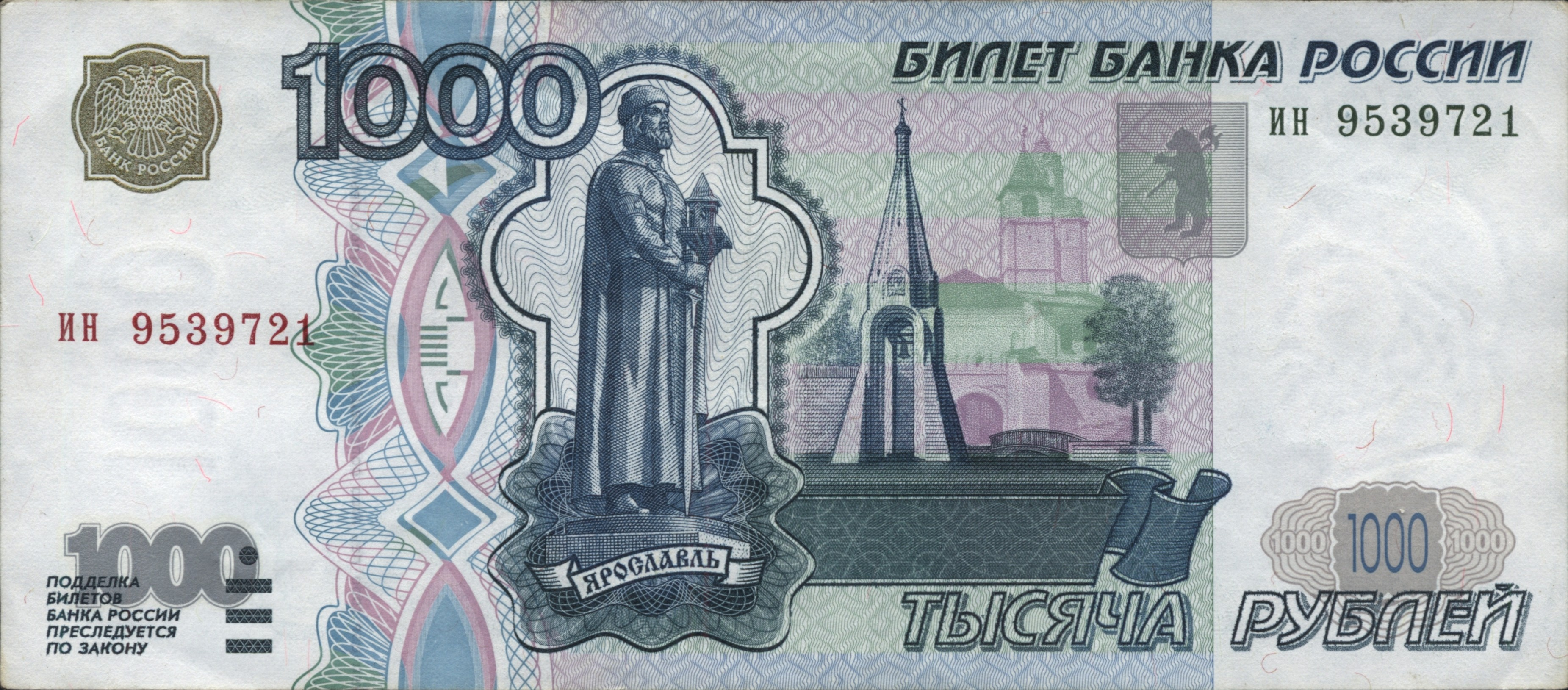
Monument a Iaroslau a la ciutat de Iaroslavl, representat també al bitllet de 1000 rubles russos

L'any 1019, Iaroslau es casà amb Ingegerd Olofsdotter, filla del rei de Suècia Olaf Skötkonung, i li donà la ciutat i el comtat de Ladoga com a part del tracte i regal de noces. Algunes cròniques però, afirmen que Iaroslau havia estat casat amb anterioritat amb una dona anomenada Anna.
A la Catedral de Santa Sofia de Kíev es conserva un fresc que representa a la família sencera: Iaroslau, Irene (coneguda com a Ingigerd a la Rus), les seves cinc filles i els seus cinc fills. Iaroslau va casar a tres de les seves filles amb prínceps estrangers, exiliats, que van viure al seu palau:

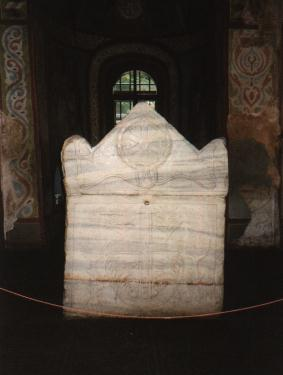
Sarcòfag de Iaroslau I el Savi

- Maria Dobroniega de Kiev (segons algunes fonts era germana de Iaroslau), casada amb Casimir I el Restaurador, rei de Polònia.
- Isabel (Elizaveta), casada amb Harald III de Noruega, qui va obtenir la seva mà per les fites militars aconseguides durant les campanyes a l'Imperi Romà d'Orient.
- Anastàsia de Kíev, casada amb el futur Andreu I d'Hongria.
- Anna de Kíev, casada amb Enric I de França, i que esdevingué regent de França durant la minoria d'edat del seu fill.[9]
- Àgata que es casà amb Eduard l'Exiliat, hereu del tron d'Anglaterra, i que fou mare d'Edgard Ætheling i Santa Margarida d'Escòcia.

Iaroslau va tenir també un fill amb la seva primera dona, Anna, filla de Conrad de Suàbia, que fou batejat amb el nom cristià Ilya. Iaroslau el va casar amb Astrid-Margarida, filla del rei Svend I de Dinamarca.
El gran nombre de fills del seu segon matrimoni, sis, fou tingut en compte pel mateix Iaroslau, qui recomanà en diverses ocasions i de forma clara que visquessin en pau pel bé de la Rus. El més gran, Vladímir de Nóvgorod, conegut per ser el fundador de la catedral de Santa Sofia de Nóvgorod, va morir el 1052, abans que ho fes el seu pare. Per aquest motiu, la corona passà a mans dels germans següents, Izjaslav (1024-1078), Sviatoslav (1027-1076) i Vsèvolod (1030-1093), que regnaren l'un darrere de l'altre. Els fills més joves van ser Ígor de Volínia (1036-1060) i Viatseslav de Smolensk (1036-1057).